# Canotaj la Jocurile Olimpice de vară din 2020 - Dublu rame masculin
Proba masculină de dublu rame de la Jocurile Olimpice de vară din 2020 a avut loc în perioada 24-29 iulie 2021 pe Sea Forest Waterway.

## Program
Orele sunt ora Japoniei (UTC+9) 
| Data                    | Timp | Etapă            |
| ----------------------- | ---- | ---------------- |
| Sâmbătă, 24 iulie 2021  | 8:30 | Calificări       |
| Duminică, 25 iulie 2021 | 8:30 | Recalificări     |
| Marți, 27 iulie 2021    | 8:30 | Semifinalele A/B |
| Joi, 29 iulie 2021      | 8:30 | Finalele A/B     |

## Rezultate

### Calificări
Primele trei echipaje din fiecare cursă se vor califica în semifinale, celelalte urmând a juca în recalificări.

#### Calificări - cursa 1
| Loc | Culoar | Concurenți                                 | Țară          | Timp    | Note |
| --- | ------ | ------------------------------------------ | ------------- | ------- | ---- |
| 1   | 4      | Marius Cozmiuc Ciprian Tudosa              | România       | 6:33,86 | C    |
| 2   | 3      | Niki van Sprang Guillaume Krommenhoek      | Olanda        | 6:36,42 | C    |
| 3   | 2      | Martin Mačković Miloš Vasić                | Serbia        | 6:43,18 | C    |
| 4   | 5      | Jaime Canalejo Pazos Javier García Ordóñez | Spania        | 6:53,33 | R    |
| 5   | 1      | Luc Daffarn Jake Green                     | Africa de Sud | 7:04,03 | R    |

#### Calificări - cursa 2
| Loc | Culoar | Concurenți                          | Țară          | Timp    | Note |
| --- | ------ | ----------------------------------- | ------------- | ------- | ---- |
| 1   | 3      | Sam Hardy Joshua Hicks              | Australia     | 6:42,74 | C    |
| 2   | 2      | Giovanni Abagnale Marco di Costanzo | Italia        | 6:48,74 | C    |
| 3   | 1      | Brook Robertson Stephen Jones       | Noua Zeelandă | 6:56,53 | C    |
| 4   | 4      | Thibaud Turlan Guillaume Turlan     | Franța        | 7:09,79 | R    |

#### Calificări - cursa 3
| Loc | Culoar | Concurenți                       | Țară      | Timp    | Note |
| --- | ------ | -------------------------------- | --------- | ------- | ---- |
| 1   | 3      | Martin Sinkovic Valent Sinkovic  | Croația   | 6:32,41 | C    |
| 2   | 4      | Frederic Vystavel Joachim Sutton | Danemarca | 6:36,93 | C    |
| 3   | 2      | Kai Langerfeld Conlin McCabe     | Canada    | 6:40,99 | C    |
| 4   | 1      | Dmitri Furman Serghei Valadzko   | Belarus   | 7:05,65 | R    |

### Recalificări
Primele trei perechi din recalificări s-au calificat în semifinale, a patra pereche fiind eliminată.
| Loc | Culoar | Concurenți                                 | Țară          | Timp    | Note |
| --- | ------ | ------------------------------------------ | ------------- | ------- | ---- |
| 1   | 2      | Jaime Canalejo Pazos Javier García Ordóñez | Spania        | 6:47,06 | C    |
| 2   | 3      | Thibaud Turlan Guillaume Turlan            | Franța        | 6:49,19 | C    |
| 3   | 1      | Dzmitry Furman Siarhei Valadzko            | Belarus       | 6:52,82 | C    |
| 4   | 4      | Luc Daffarn Jake Green                     | Africa de Sud | 6:57,01 |      |

### Semifinale

#### Semifinala 1
| Loc | Culoar | Concurenți                                 | Țară          | Timp    | Note |
| --- | ------ | ------------------------------------------ | ------------- | ------- | ---- |
| 1   | 4      | Marius Cozmiuc Ciprian Tudosă              | România       | 6:13,51 | FA   |
| 2   | 5      | Frederic Vystavel Joachim Sutton           | Danemarca     | 6:14,88 | FA   |
| 3   | 6      | Jaime Canalejo Pazos Javier García Ordóñez | Spania        | 6:16,25 | FA   |
| 4   | 3      | Sam Hardy Joshua Hicks                     | Australia     | 6:19,30 | FB   |
| 5   | 1      | Dzmitry Furman Siarhei Valadzko            | Belarus       | 6:30,66 | FB   |
| 6   | 2      | Brook Robertson Stephen Jones              | Noua Zeelandă | 6:41,46 | FB   |

#### Semifinala 2
| Loc | Culoar | Concurenți                            | Țară    | Timp    | Note |
| --- | ------ | ------------------------------------- | ------- | ------- | ---- |
| 1   | 4      | Martin Sinković Valent Sinković       | Croația | 6:15,63 | FA   |
| 2   | 6      | Martin Mačković Miloš Vasić           | Serbia  | 6:17,47 | FA   |
| 3   | 2      | Kai Langerfeld Conlin McCabe          | Canada  | 6:19,15 | FA   |
| 4   | 3      | Niki van Sprang Guillaume Krommenhoek | Olanda  | 6:19,57 | FB   |
| 5   | 5      | Giovanni Abagnale Vincenzo Abbagnale  | Italia  | 6:20,29 | FB   |
| 6   | 1      | Thibaud Turlan Guillaume Turlan       | Franța  | 6:52,24 | FB   |

### Finale

#### Finala B
| Loc | Culoar | Concurenți                            | Țară          | Timp    | Note |
| --- | ------ | ------------------------------------- | ------------- | ------- | ---- |
| 7   | 4      | Niki van Sprang Guillaume Krommenhoek | Olanda        | 6:22,75 |      |
| 8   | 5      | Dzmitry Furman Siarhei Valadzko       | Belarus       | 6:25,88 |      |
| 9   | 6      | Thibaud Turlan Guillaume Turlan       | Franța        | 6:28,01 |      |
| 10  | 3      | Sam Hardy Joshua Hicks                | Australia     | 6:30,20 |      |
| 11  | 2      | Giovanni Abagnale Vincenzo Abbagnale  | Italia        | 6:31,43 |      |
| 12  | 1      | Brook Robertson Stephen Jones         | Noua Zeelandă | 6:38,30 |      |

#### Finala A
| Loc | Culoar | Concurenți                                 | Țară      | Timp    | Note |
| --- | ------ | ------------------------------------------ | --------- | ------- | ---- |
| 1   | 3      | Martin Sinković Valent Sinković            | Croația   | 6:15,29 |      |
| 2   | 4      | Marius Cozmiuc Ciprian Tudosă              | România   | 6:16,58 |      |
| 3   | 5      | Frederic Vystavel Joachim Sutton           | Danemarca | 6:19,88 |      |
| 4   | 1      | Kai Langerfeld Conlin McCabe               | Canada    | 6:20,43 |      |
| 5   | 2      | Martin Mačković Miloš Vasić                | Serbia    | 6:22,34 |      |
| 6   | 6      | Jaime Canalejo Pazos Javier García Ordóñez | Spania    | 6:25,25 |      |